# جاکومو لا روزا
جاکومو لا روزا (انگلیسی: Giacomo La Rosa؛ زادهٔ ۲۵ اوت ۱۹۴۶) بازیکن فوتبال اهل ایتالیا است.
از باشگاه‌هایی که در آن بازی کرده‌است می‌توان به باشگاه ورزشی لاتزیو، باشگاه فوتبال مسینا، باشگاه فوتبال سالرنیتانا، باشگاه فوتبال آ.اس. رم، باشگاه فوتبال دلفینو پسکارا، باشگاه فوتبال پالرمو، و باشگاه فوتبال وارزه اشاره کرد.